# V494 Близнецов
V494 Близнецов (лат. V494 Geminorum) — двойная затменная переменная звезда типа W Большой Медведицы (EW) в созвездии Близнецов на расстоянии приблизительно 1 313 световых лет (около 403 парсек) от Солнца. Видимая звёздная величина звезды — от +12m до +11,5m. Орбитальный период — около 0,3822 суток (9,1733 часа).

## Характеристики
Первый компонент — жёлто-белая звезда спектрального класса G-F. Радиус — около 1,41 солнечного, светимость — около 2,383 солнечных. Эффективная температура — около 6048 К.
Второй компонент — жёлто-белая звезда спектрального класса G-F.